# Tchao, pantin!
Tchao, pantin! (franska: Tchao Pantin) är en fransk dramafilm från 1983 i regi av Claude Berri.
Filmen är baserad på Alain Pages roman Tchao Pantin.

## Rollista i urval
- Coluche - Lambert
- Richard Anconina - Bensoussan
- Agnès Soral - Lola
- Philippe Léotard - Bauer
- Mahmoud Zemmouri - Rachid